# Nhân học tôn giáo
Nhân học tôn giáo là một phân ngành của nhân học, nghiên cứu tôn giáo trong mối quan hệ với các khía cạnh khác của xã hội và văn hóa. Ngành này tập trung vào việc so sánh các niềm tin và thực hành tôn giáo giữa các nền văn hóa khác nhau, nhằm hiểu rõ hơn về vai trò và chức năng của tôn giáo trong đời sống con người. Nhân học tôn giáo khác biệt với Tôn giáo học ở chỗ nó tiếp cận tôn giáo từ góc độ xã hội và văn hóa, thay vì tập trung vào thần học hay giáo lý.
Lịch sử phát triển của nhân học tôn giáo gắn liền với nỗ lực tìm hiểu cách con người nhận thức và tương tác với thế giới tâm linh. Các nhà nhân học tôn giáo đã không ngừng đặt câu hỏi và tìm kiếm định nghĩa về tôn giáo, cũng như cách thức mà tôn giáo hoạt động và ảnh hưởng đến xã hội.